# Zygomolgus didemni
Zygomolgus didemni is een eenoogkreeftjessoort uit de familie van de Lichomolgidae. De wetenschappelijke naam van de soort is voor het eerst geldig gepubliceerd in 1956 door Gotto.